# Football Club Trinity Zlín
Il Football Club Trinity Zlín, meglio noto come Trinity Zlín, è una società calcistica ceca con sede nella città di Zlín. I colori sociali sono il blu e il giallo. Gioca le partite casalinghe allo stadio Letná e milita in 2. liga, la seconda serie del campionato ceco di calcio.
Nel 2017, a quasi cent'anni dalla fondazione, lo storico club ha ottenuto il suo primo titolo nazionale battendo l'Opava nella finale per la coppa nazionale, ottenendo così di fatto l'accesso diretto alla fase a gironi della UEFA Europa League 2017-2018.

## Storia
Fondata nel 1919 con il nome di SK Zlin, il club è una delle squadre più longeve della Repubblica Ceca. Nel corso della sua storia ha cambiato molte volte il nome societario, dovuto agli accordi con gli sponsor. Nel 1970 ottiene la sua prima partecipazione ad una competizione europea.
Nel 2012 la squadra acquisisce la nuova denominazione di ‘‘Fastav Zlin’’. Nonostante sia uno dei club più importanti in patria, il club vince il suo primo trofeo solo nel 2017, conquistando la Coppa della Repubblica Ceca. Questo trionfo permette ai cechi di prendere parte alla fase a gironi di UEFA Europa League 2017-2018, ma l’avventura europea di conclude con il quarto posto e soltanto due punti totalizzati nel gruppo F (alle spalle di Lokomotiv Mosca, Copenaghen e Sheriff Tiraspol).

## Cronistoria
- 1919: il club è fondato con il nome di SK Zlín (Sportovní klub Zlín)
- 1922: il club è rinominato SK Baťa Zlín (Sportovní klub Baťa Zlín)
- 1948: il club è rinominato SK Botostroj I. Zlín (Sportovní klub Botostroj I. Zlín)
- 1958: il club è rinominato TJ Gottwaldov (Tělovýchovná jednota Gottwaldov)
- 1970: prima partecipazione ad una competizione europea (Coppa delle Coppe 1970-1971)
- 1989: il club è rinominato SK Zlín (Sportovní klub Zlín)
- 1990: il club è rinominato FC Svit Zlín (Football Club Svit Zlín, a.s.)
- 1996: il club è rinominato FC Zlín (Football Club Zlín, a.s.)
- 1997: il club è rinominato FC Svit Zlín (Football Club Svit Zlín, a.s.)
- 2001: il club è rinominato FK Zlín (Fotbalový Klub Zlín, a.s.)
- 2002: il club è rinominato FC Tescoma Zlín (Football Club Tescoma Zlín, a.s.)
- 2012: il club è rinominato FC Fastav Zlín (Football Club Fastav Zlín, a.s.)
- 2016-2017: il club vince la Coppa della Repubblica Ceca
- 2017-2018: quarto posto nel girone F di Europa League 2017-2018.

## Palmarès

### Competizioni nazionali
- Coppa di Cecoslovacchia: 1

1969-1970
- Coppa della Repubblica Ceca: 1

2016-2017
- Supercoppa di Cecoslovacchia: 1

2017

### Altri piazzamenti
- Campionato cecoslovacco:

Terzo posto: 1942-1943, 1943-1944
- Coppa della Repubblica Ceca:

Semifinalista: 2002-2003, 2006-2007, 2017-2018, 2023-2024
- Druhá Liga:

Secondo posto: 2001-2002
Terzo posto: 1996-1997, 2009-2010, 2014-2015

## Statistiche

### Statistiche nelle competizioni UEFA
Tabella aggiornata alla fine della stagione 2017-2018.
| Competizione                  | Partecipazioni | G  | V | N | P | RF | RS |
| ----------------------------- | -------------- | -- | - | - | - | -- | -- |
| Coppa delle Coppe             | 1              | 2  | 1 | 0 | 1 | 2  | 2  |
| Coppa UEFA/UEFA Europa League | 1              | 6  | 0 | 2 | 4 | 1  | 10 |
| Coppa Intertoto               | 2              | 10 | 4 | 3 | 3 | 12 | 8  |

## Organico

### Rosa 2023-2024
Aggiornata al 29 febbraio 2024.
| N. |                                 | Ruolo | Calciatore       |
| -- | ------------------------------- | ----- | ---------------- |
| 1  | Slovacchia (bandiera)           | P     | Matej Rakovan    |
| 2  | Rep. Ceca (bandiera)            | D     | Dominik Simerský |
| 3  | Rep. Ceca (bandiera)            | D     | Tomáš Čelůstka   |
| 4  | Bosnia ed Erzegovina (bandiera) | D     | Selmir Pidro     |
| 6  | Camerun (bandiera)              | C     | Joss Didiba      |
| 7  | Rep. Ceca (bandiera)            | C     | Rudolf Reiter    |
| 8  | Spagna (bandiera)               | C     | Pablo González   |
| 9  | Rep. Ceca (bandiera)            | A     | Filip Žák        |
| 10 | Rep. Ceca (bandiera)            | C     | Tom Slončík      |
| 11 | Georgia (bandiera)              | C     | Zviad Natchkebia |
| 12 | Rep. Ceca (bandiera)            | C     | David Tkáč       |
| 14 | Rep. Ceca (bandiera)            | D     | Martin Cedidla   |
| 15 | Rep. Ceca (bandiera)            | C     | Antonín Fantiš   |
| 17 | Rep. Ceca (bandiera)            | P     | Stanislav Dostál |
| 19 | Rep. Ceca (bandiera)            | D     | Šimon Polášek    |
| 20 | Rep. Ceca (bandiera)            | A     | Libor Bobčík     |

| N. |                      | Ruolo | Calciatore          |
| -- | -------------------- | ----- | ------------------- |
| 21 | Rep. Ceca (bandiera) | C     | Alexandr Bužek      |
| 24 | Rep. Ceca (bandiera) | D     | Jakub Černín        |
| 25 | Rep. Ceca (bandiera) | C     | Marek Švach         |
| 26 | Senegal (bandiera)   | C     | El Hadji Ndiaye     |
| 27 | Rep. Ceca (bandiera) | D     | Patrik Kulíšek      |
| 28 | Rep. Ceca (bandiera) | D     | Jakub Kolář         |
| 29 | Rep. Ceca (bandiera) | C     | Adam Ciz            |
| 31 | Rep. Ceca (bandiera) | D     | Lukáš Bartošák      |
| 36 | Rep. Ceca (bandiera) | A     | Tomáš Schánělec     |
| 44 | Rep. Ceca (bandiera) | D     | Libor Holík         |
| 64 | Rep. Ceca (bandiera) | P     | Štěpán Bachůrek     |
| 68 | Rep. Ceca (bandiera) | C     | Jakub Janetzký      |
| 77 | Serbia (bandiera)    | C     | Vukadin Vukadinović |
| 80 | Ghana (bandiera)     | C     | Cletus Nombil       |
| 99 | Nigeria (bandiera)   | A     | Kenneth Ikugar      |

### Rosa 2022-2023
Aggiornata al 15 marzo 2023.
| N. |                       | Ruolo | Calciatore       |
| -- | --------------------- | ----- | ---------------- |
| 1  | Slovacchia (bandiera) | P     | Matej Rakovan    |
| 2  | Rep. Ceca (bandiera)  | D     | Dominik Simerský |
| 3  | Rep. Ceca (bandiera)  | D     | Petr Buchta      |
| 5  | Rep. Ceca (bandiera)  | D     | Adam Hloušek     |
| 7  | Guinea (bandiera)     | C     | Cheick Condé     |
| 9  | Rep. Ceca (bandiera)  | C     | Dominik Janošek  |
| 10 | Gambia (bandiera)     | A     | Lamin Jawo       |
| 11 | Francia (bandiera)    | C     | Youba Dramé      |
| 14 | Rep. Ceca (bandiera)  | D     | Martin Cedidla   |
| 15 | Rep. Ceca (bandiera)  | C     | Antonín Fantiš   |
| 16 | Slovacchia (bandiera) | D     | Róbert Matejov   |
| 17 | Rep. Ceca (bandiera)  | P     | Stanislav Dostál |

| N. |                       | Ruolo | Calciatore              |
| -- | --------------------- | ----- | ----------------------- |
| 19 | Rep. Ceca (bandiera)  | D     | Lukáš Vraštil           |
| 21 | Spagna (bandiera)     | C     | Pedro Martínez          |
| 23 | Rep. Ceca (bandiera)  | C     | Jan Hellebrand          |
| 26 | Rep. Ceca (bandiera)  | D     | Václav Procházka        |
| 28 | Rep. Ceca (bandiera)  | D     | Jakub Kolář             |
| 30 | Rep. Ceca (bandiera)  | A     | Šimon Chwaszcz          |
| 33 | Slovacchia (bandiera) | C     | Marek Hlinka            |
| 44 | Rep. Ceca (bandiera)  | P     | Jan Šiška               |
| 64 | Francia (bandiera)    | A     | Martins Toutou          |
| 68 | Rep. Ceca (bandiera)  | C     | Jakub Janetzký          |
| 77 | Georgia (bandiera)    | C     | Vakhtang Chanturishvili |

### Rosa 2021-2022
Aggiornata al 30 marzo 2022.
| N. |                       | Ruolo | Calciatore       |
| -- | --------------------- | ----- | ---------------- |
| 1  | Slovacchia (bandiera) | P     | Matej Rakovan    |
| 2  | Rep. Ceca (bandiera)  | D     | Dominik Simerský |
| 3  | Rep. Ceca (bandiera)  | D     | Petr Buchta      |
| 5  | Rep. Ceca (bandiera)  | D     | Adam Hloušek     |
| 7  | Guinea (bandiera)     | C     | Cheick Condé     |
| 9  | Rep. Ceca (bandiera)  | C     | Dominik Janošek  |
| 10 | Gambia (bandiera)     | A     | Lamin Jawo       |
| 11 | Francia (bandiera)    | C     | Youba Dramé      |
| 14 | Rep. Ceca (bandiera)  | D     | Martin Cedidla   |
| 15 | Rep. Ceca (bandiera)  | C     | Antonín Fantiš   |
| 16 | Slovacchia (bandiera) | D     | Róbert Matejov   |
| 17 | Rep. Ceca (bandiera)  | P     | Stanislav Dostál |

| N. |                       | Ruolo | Calciatore              |
| -- | --------------------- | ----- | ----------------------- |
| 19 | Rep. Ceca (bandiera)  | D     | Lukáš Vraštil           |
| 21 | Spagna (bandiera)     | C     | Pedro Martínez          |
| 23 | Rep. Ceca (bandiera)  | C     | Jan Hellebrand          |
| 26 | Rep. Ceca (bandiera)  | D     | Václav Procházka        |
| 28 | Rep. Ceca (bandiera)  | D     | Jakub Kolář             |
| 30 | Rep. Ceca (bandiera)  | A     | Šimon Chwaszcz          |
| 33 | Slovacchia (bandiera) | C     | Marek Hlinka            |
| 44 | Rep. Ceca (bandiera)  | P     | Jan Šiška               |
| 64 | Francia (bandiera)    | A     | Martins Toutou          |
| 68 | Rep. Ceca (bandiera)  | C     | Jakub Janetzký          |
| 77 | Georgia (bandiera)    | C     | Vakhtang Chanturishvili |

### Rosa 2020-2021
Aggiornata al 6 febbraio 2021.
| N. |                       | Ruolo | Calciatore       |
| -- | --------------------- | ----- | ---------------- |
| 1  | Slovacchia (bandiera) | P     | Matej Rakovan    |
| 2  | Rep. Ceca (bandiera)  | D     | Dominik Simerský |
| 3  | Rep. Ceca (bandiera)  | D     | Petr Buchta      |
| 7  | Guinea (bandiera)     | C     | Cheick Condé     |
| 9  | Rep. Ceca (bandiera)  | C     | Dominik Janošek  |
| 10 | Gambia (bandiera)     | A     | Lamin Jawo       |
| 11 | Francia (bandiera)    | C     | Youba Dramé      |
| 14 | Rep. Ceca (bandiera)  | D     | Martin Cedidla   |
| 15 | Rep. Ceca (bandiera)  | C     | Antonín Fantiš   |
| 16 | Slovacchia (bandiera) | D     | Róbert Matejov   |
| 17 | Rep. Ceca (bandiera)  | P     | Stanislav Dostál |
| 19 | Rep. Ceca (bandiera)  | D     | Lukáš Vraštil    |

| N. |                       | Ruolo | Calciatore              |
| -- | --------------------- | ----- | ----------------------- |
| 21 | Spagna (bandiera)     | C     | Pedro Martínez          |
| 23 | Rep. Ceca (bandiera)  | C     | Jan Hellebrand          |
| 26 | Rep. Ceca (bandiera)  | D     | Václav Procházka        |
| 28 | Rep. Ceca (bandiera)  | D     | Jakub Kolář             |
| 30 | Rep. Ceca (bandiera)  | A     | Šimon Chwaszcz          |
| 33 | Slovacchia (bandiera) | C     | Marek Hlinka            |
| 44 | Rep. Ceca (bandiera)  | P     | Jan Šiška               |
| 64 | Francia (bandiera)    | A     | Martins Toutou          |
| 68 | Rep. Ceca (bandiera)  | C     | Jakub Janetzký          |
| 77 | Georgia (bandiera)    | C     | Vakhtang Chanturishvili |
| 88 | Rep. Ceca (bandiera)  | A     | Tomáš Poznar            |

### Rosa 2018-2019
| N. |                                 | Ruolo | Calciatore          |
| -- | ------------------------------- | ----- | ------------------- |
| 3  | Rep. Ceca (bandiera)            | D     | Petr Buchta         |
| 4  | Rep. Ceca (bandiera)            | D     | Libor Holík         |
| 5  | Rep. Ceca (bandiera)            | C     | Petr Hronek         |
| 7  | Rep. Ceca (bandiera)            | A     | Lukáš Železník      |
| 8  | Rep. Ceca (bandiera)            | C     | Petr Jiráček        |
| 9  | Rep. Ceca (bandiera)            | A     | Pavel Vyhnal        |
| 10 | Francia (bandiera)              | A     | Jean-David Beauguel |
| 11 | Bosnia ed Erzegovina (bandiera) | C     | Adnan Džafić        |
| 12 | Costa d'Avorio (bandiera)       | C     | Ibrahim Traoré      |
| 13 | Rep. Ceca (bandiera)            | D     | Adam Tkadlec        |
| 16 | Slovacchia (bandiera)           | D     | Róbert Matějov      |
| 17 | Rep. Ceca (bandiera)            | P     | Stanislav Dostál    |

| N. |                      | Ruolo | Calciatore        |
| -- | -------------------- | ----- | ----------------- |
| 18 | Serbia (bandiera)    | D     | Zoran Gajić       |
| 19 | Argentina (bandiera) | C     | Pablo Podio       |
| 20 | Slovenia (bandiera)  | A     | Alexander Jakubov |
| 21 | Rep. Ceca (bandiera) | D     | Josef Hnaníček    |
| 22 | Rep. Ceca (bandiera) | D     | Lukáš Bartošák    |
| 23 | Rep. Ceca (bandiera) | D     | Miloš Kopečný     |
| 27 | Rep. Ceca (bandiera) | D     | Ondřej Bačo       |
| 29 | Rep. Ceca (bandiera) | A     | Patrik Slamena    |
| 44 | Rep. Ceca (bandiera) | P     | Jan Šiška         |
| 77 | Rep. Ceca (bandiera) | C     | Filip Štěpánek    |
| 88 | Rep. Ceca (bandiera) | A     | Tomáš Poznar      |

### Rosa 2015-2016
| N. |                      | Ruolo | Calciatore       |
| -- | -------------------- | ----- | ---------------- |
| 1  | Rep. Ceca (bandiera) | P     | Tomáš Holý       |
| 2  | Rep. Ceca (bandiera) | D     | Michal Malý      |
| 3  | Rep. Ceca (bandiera) | C     | Štěpán Koreš     |
| 4  | Rep. Ceca (bandiera) | D     | David Hubáček    |
| 6  | Rep. Ceca (bandiera) | D     | Martin Blanař    |
| 7  | Rep. Ceca (bandiera) | A     | Lukáš Železník   |
| 8  | Rep. Ceca (bandiera) | A     | Štěpán Červenka  |
| 9  | Rep. Ceca (bandiera) | C     | Lukáš Holík      |
| 10 | Rep. Ceca (bandiera) | A     | Tomáš Poznar     |
| 11 | Rep. Ceca (bandiera) | C     | Patrik Hlobil    |
| 12 | Rep. Ceca (bandiera) | C     | Nikola Višnevský |
| 13 | Rep. Ceca (bandiera) | C     | Tomáš Janíček    |
|    | Rep. Ceca (bandiera) | C     | Tomáš Strašák    |

| N. |                       | Ruolo | Calciatore          |
| -- | --------------------- | ----- | ------------------- |
| 14 | Rep. Ceca (bandiera)  | C     | Lukáš Motal         |
| 15 | Croazia (bandiera)    | C     | Diego Živulić       |
| 16 | Slovacchia (bandiera) | C     | Róbert Matějov      |
| 17 | Rep. Ceca (bandiera)  | P     | Stanislav Dostál    |
| 18 | Rep. Ceca (bandiera)  | D     | Tomáš Hájek         |
| 20 | Rep. Ceca (bandiera)  | C     | Lukáš Pazdera       |
| 21 | Slovacchia (bandiera) | D     | Ladislav Benčík     |
| 23 | Rep. Ceca (bandiera)  | C     | Miloš Kopečný       |
| 24 | Rep. Ceca (bandiera)  | D     | Jakub Jugas         |
| 25 | Rep. Ceca (bandiera)  | C     | Robert Bartolomeu   |
| 26 | Serbia (bandiera)     | C     | Vukadin Vukadinović |
| 29 | Croazia (bandiera)    | A     | Marko Jordan        |
| 30 | Rep. Ceca (bandiera)  | P     | Jiří Adamuška       |

### Rose delle stagioni precedenti
- Football Club Tescoma Zlín 2007-2008
- Football Club Tescoma Zlín 2008-2009